# هیئت دولت موقت شورای انقلاب
هیئت دولت موقت شورای انقلاب از استعفای دولت موقت بازرگان در آبان ۱۳۵۸ تا آغاز کار دولت اول در مرداد ۱۳۵۹ نقش قوه مجریه حاکم بر ایران را ایفا می‌کرد. شورای انقلاب اسلامی ایران در این مدت همزمان نقش قانونگذاری را نیز بر عهده داشت. با تشکیل هیئت دولت توسط شورای انقلاب، تعدادی از اعضای شورا با عضویت در هیئت دولت از عضویت شورا خارج شدند و افراد دیگری جایگزین آن‌ها شدند. بازرگان، صدر، معین‌فر و کتیرایی به عضویت شورا درآمدند و در عوض جلالی، موسوی و پیمان از عضویت شورا خارج شدند.

## یادداشت
1. ↑  هیئت دولت فاقد نخست‌وزیر بود و رئیس شورای انقلاب اسلامی، وظایف نخست‌وزیر را انجام می‌داد.
2. ↑  دبیر دوم، جانشین رئیس محسوب می‌شد. رئیس شورای انقلاب اسلامی در حکم دبیر اول بود.
3. 1 2 3 4 5 6 7  در نخستین انتخابات مجلس شورای اسلامی شرکت کرده و از ۷ خرداد ۱۳۵۹ به نمایندگی مجلس درآمد با این حال، تا زمان روی کار آمدن دولت نخست جمهوری اسلامی ایران، همچنان عضو دولت بود.
4. ↑  به علت شرکت حبیبی در انتخابات ریاست‌جمهوری و انتخابات مجلس شورای اسلامی، سخنگویی دولت در زمستان ۱۳۵۸ به طور موقت توسط علی‌اکبر معین‌فر صورت می‌گرفت تا حضور حبیبی در مقابل خبرنگاران، تبلیغاتی محسوب نشود.
5. ↑  وزارت دادگستری توسط شورایی مرکب از «رئیس دیوان عالی کشور» (سید مهدی سجادیان و سپس سید محمد بهشتی)، «دادستان کل کشور» (سید فتح‌الله بنی‌صدر و سپس سید عبدالکریم موسوی اردبیلی) و «رئیس دادگاه عالی انتظامی قضات» (غلامرضا شریفی اقدس) اداره می‌شد.